# Kepler-11d
Kepler-11d és un exoplaneta descobert en l'òrbita de l'estel similar al Sol Kepler-11. Es diu així pel telescopi que el va descobrir, el telescopi espacial Kepler de la NASA, dissenyat per detectar planetes com la Terra mitjançant el mesurament de petites caigudes en la lluentor dels seus estels quan els planetes creuen enfront d'elles. Aquest procés, conegut com a mètode de trànsit, es va utilitzar per accentuar la presència dels sis planetes en òrbita al voltant de Kepler-11, dels quals Kepler-11d és el tercer des del seu estel. Kepler-11d orbita al voltant de Kepler-11 en una òrbita més petita que la de Mercuri, aproximadament cada 23 dies. El planeta és aproximadament sis vegades més massiu que la Terra, i té un radi tres vegades i mitja major que el de la Terra. És, no obstant això, molt més calent que el nostre planeta. La seva baixa densitat, comparable a la de Saturn, suggereix que Kepler-11d té grans quantitats d'hidrogen i heli. Kepler-11d es va anunciar juntament amb cinc planetes germans el 2 de febrer de 2011, després d'extensos estudis de seguiment.

## Nom i descobriment
Igual que amb tots els exoplanetes, Kepler-11d nomena primer al seu estel, Kepler-11. A causa que Kepler-11d va ser anunciat al mateix temps que els altres cinc planetes en el sistema, els seus noms estan ordenats per la seva distància a l'estrella mare, cosa per la qual, en ser Kepler-11d el tercer planeta a partir de Kepler-11, se li va donar el designació "d". Kepler-11 va ser anomenat pel telescopi espacial Kepler, de la NASA que es troba orbitant al voltant de la Terra a la caça de planetes semblants al nostre en una petita zona del cel entre les constel·lacions del Cigne i la Lira mitjançant l'observació de planetes que transiten o creuen per davant dels seus estels. El trànsit fa atenuar una mica i de forma regular la lluentor de l'estel, un fenomen que nota el satèl·lit Kepler i que observacions posteriors refuten, descobrint així l'existència d'un cos planetari. Kepler-11d va ser anomenat, tenint en compte la designació KOI-157, d'objectes d'interès Kepler.
Observacions de seguiment es van dur a terme des del telescopi Hale i el telescopi Shane a Califòrnia, el telescopi I de l'Observatori W. M. Keck en Hawaii, els telescopis del WIYN, Whipple, i els observatoris de MMT a Arizona, el telescopi Hobby-Eberly i el telescopi Harlan J. Smith de l'oest de Texas. A més, el telescopi Espacial Spitzer va ser utilitzat. Kepler-11d, juntament amb els seus cinc planetes germans, es van donar a conèixer al públic el 2 de febrer de 2011. El seu descobriment va ser publicat en la revista Nature l'endemà.

## Kepler-11 i sistema planetari
Kepler-11 és un estel de tipus G, a la constel·lació del Cigne. Amb una massa de 0,95 masses solars, un radi de 1,1 radis solars, una metal·licitat de 0 i una temperatura efectiva de 5.680 K, Kepler-11 està prop de la massa (95%), radi (110%), i el contingut de ferro del Sol. S'ha observat que lametal·licitat té un paper important per determinar el tipus de planeta que es forma en un estel. Estels rics en núvols de metalls tendeixen a crear nuclis planetaris per agregar a una grandària prominent, mentre que per la gravetat sotmet als gasos primordials encara existeixen en el sistema formant-se en aquestes condicions els gegants gasosos. També és lleugerament més freda que el Sol. No obstant això, se li estima una edat de vuit (± dues) milions d'anys, molt més antiga que el Sol. Kepler-11 és l'amfitrió d'altres cinc planetes diferents de Kepler-11d: Kepler-11b, Kepler-11c, Kepler-11e, Kepler-11f, i Kepler-11g. Els primers cinc planetes en el sistema tenen òrbites que, en conjunt podria cabre en l'òrbita del planeta Mercuri, mentre que Kepler-11g orbita a una distància considerablement major en relació amb les òrbites dels seus companys interns. A una distància de 613 parsecs, Kepler-11d té una magnitud aparent de 14,2. Per tant, no és visible a ull nu.

## Característiques

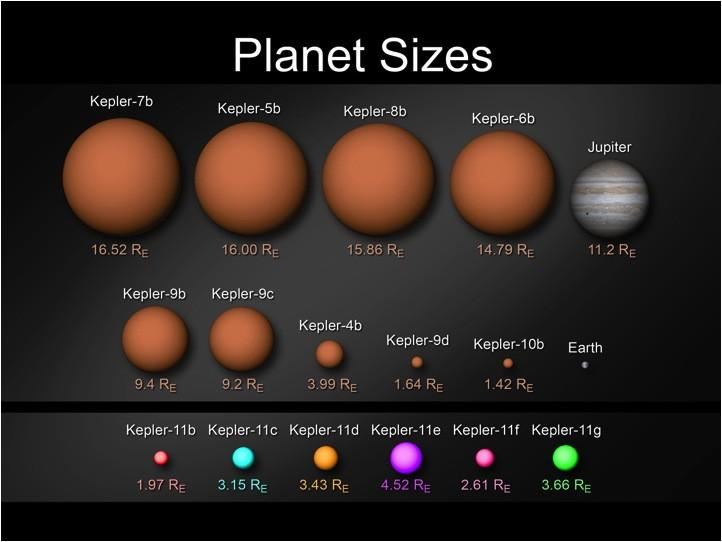
Una comparació dels planetes Kepler amb la Terra, Júpiter, i els descobriments previs del Kepler. Kepler-11d està color taronja en la part inferior.

Kepler-11d té una massa de 6,1 masses de la Terra i un radi de 3,43 radis de la Terra. Amb una densitat de 0,9 grams/cm³, la densitat de Kepler-11d és menor que la de l'aigua i comparable a la del gegant gasós Saturn. Això suggereix que, a diferència dels planetes Kepler-11b i de Kepler-11c, que estan més prop del seu estel, Kepler-11d ha mantingut una gran grandària i és més probable que es componga d'hidrogen i l'heli. Kepler-11d té una temperatura mitjana de 692 K, gairebé 2,7 vegades la temperatura mitjana de la Terra. Kepler-11d orbita a una distància mitjana de 0,159 ua del seu estel i completa una òrbita cada 22,68719 dies, és el tercer planeta a partir de l'estel Kepler-11. En comparació, el planeta Mercuri orbita al voltant del Sol cada 87,97 dies a una distància de 0,387 ua. Kepler-11d té una inclinació orbital de 89,3º. Per tant, Kepler-11d té gairebé exactament la mateixa edat que la Terra.

La presència de grans quantitats d'hidrogen i heli en Kepler-11d, Kepler-11e, i Kepler-11f suggereixen que aquests planetes es van formar en els primers milions d'anys d'existència del sistema, quan el gas va ser capturat pel disc protoplanetari de formació.